# لحظة (الطفيلة)
لحظة منطقة سكنية تقع في لواء بصيرا، محافظة الطفيلة في الأردن. تنتمي المنطقة لقضاء بصيرا الذي يضم 8 مناطق. يقدر عدد سكانها بـ 31 نسمة حسب إحصاء 2015.

## الوصلات الخارجية
- دائرة الاحصاءات العامة